# Babyshambles
Babyshambles es una banda de indie rock de Londres, Reino Unido. Fundada en 2003 por Pete Doherty, en un descanso de The Libertines, y convirtiéndose en su principal proyecto, tras su expulsión de esta en 2004. 
Su sencillo Killamangiro llegó a ocupar el número uno en varias listas de popularidad británicas.
En el verano de 2005, el grupo se metió al estudio para grabar su primer disco de larga duración, producido por Mick Jones. El primer sencillo de este álbum Fuck Forever tuvo una impresionante acogida en el Reino Unido, con miles de copias vendidas incluso antes de su lanzamiento el 27 de julio de 2005.
Pete Doherty ha sido objeto de polémica en su natal Inglaterra desde su separación de The Libertines. Los tabloides lo han tenido desde entonces en sus primeras planas, ya sea por sus problemas de drogadicción o por su intenso romance con la supermodelo Kate Moss.
En el 2006 editaron el EP The Blinding y en octubre del 2007 lanzaron su segundo álbum llamado Shotter's Nation, donde recoge sus nuevas canciones como Delivery o Carry Up In The Morning. Con motivo de este nuevo disco Babyshambles actuó en el mes de enero de 2008 en Madrid y Barcelona con gran éxito.

## Discografía

### Álbumes
- Down in Albion (14 de noviembre de 2005) UK #10
- Shotter's Nation (1 de octubre de 2007) UK #5; FR #17; IR #19
- Sequel to the Prequel (3 de septiembre de 2013) UK #10; FR #20; IR #19 SWI #4 GER #10

### EP
- Fuck Forever EP (sólo para Japón) (septiembre de 2005).
- Albion EP (sólo para Japón) (junio de 2006).
- The Blinding EP UK #62 (4 de diciembre de 2006).

### Sencillos
- "Babyshambles" UK #32 (April 2004)
- "Killamangiro" UK #8 (29 de noviembre de 2004)
- "Fuck Forever" UK #4 (agosto de 2005)
- "Albion" UK #8 (noviembre de 2005)
- "Janie Jones" UK #17 (30 de octubre de 2006)
- "Delivery" UK #6 (17 de septiembre de 2007)
- "You Talk" UK #54 (3 de diciembre de 2007)
- "Nothing Comes to Nothing"

### Muestras Gratuitas
- "Beg, Steal or Borrow" (2006), entregado con la entrada de Get Loaded in the Park.
- "Dirty Fame" (2006), entregado con The Big Issue (solo descarga).
- "The Blinding" (2006), entregado con The Big Issue.
- "Delivery" (2007), regalado con la revista NME.

### Vídeos
- "Killamangiro" por Douglas Hart.
- "Fuck Forever" por Jez Murrell.
- "Albion" por Roger Pomphrey.
- "Janie Jones" por Drew McConnell y Statik.
- "The Blinding" por Julien Temple.
- "Love You But You're Green" por Julien Temple.
- "Delivery" por Douglas Hart.
- "French Dog Blues" por David Mullett.
- "You Talk" por Douglas Hart.
- "Nothing Comes to Nothing"

### DVD
- We Like To Boogaloo incluido en la edición limitada de Shotter's Nation (2007).
- Up the Shambles - Live in Manchester (6 de noviembre de 2007).